# Cristian Radu
Cristian Radu (n. 21 decembrie 1996, București, România) este un bober și atlet român.

## Carieră

### Atletism
S-a apucat mai întâi de atletism, specializându-se în proba de 400 m. A participat la Campionatul Mondial de Juniori (sub 18) din 2013, la Campionatul European de Juniori (sub 20) din 2015, la Campionatul European de Tineret (sub 23) din 2017 și la Campionatul European din 2018 de la Berlin. Record său personal este 47,16 s, stabilit în 2016. În anul 2017 a stabilit recordul național cu ștafeta de 4×200 m în sală (1:27,82).

### Bob
În plus, el s-a dedicat bobului începând cu 2016. În 2020 a participat pentru prima oară la Campionatul Mondial. Fiind împingător s-a clasat pe locul 19 în proba de bob de 4 persoane cu pilotul Mihai Tentea. La Campionatul European din 2021 de la Winterberg a obținut locul 11 cu bobul României. La Jocurile Olimpice din 2022 de la Beijing a ocupat locul 13.

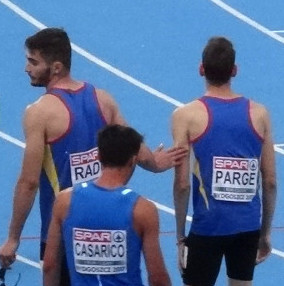
La Campionatul European de Tineret din 2017
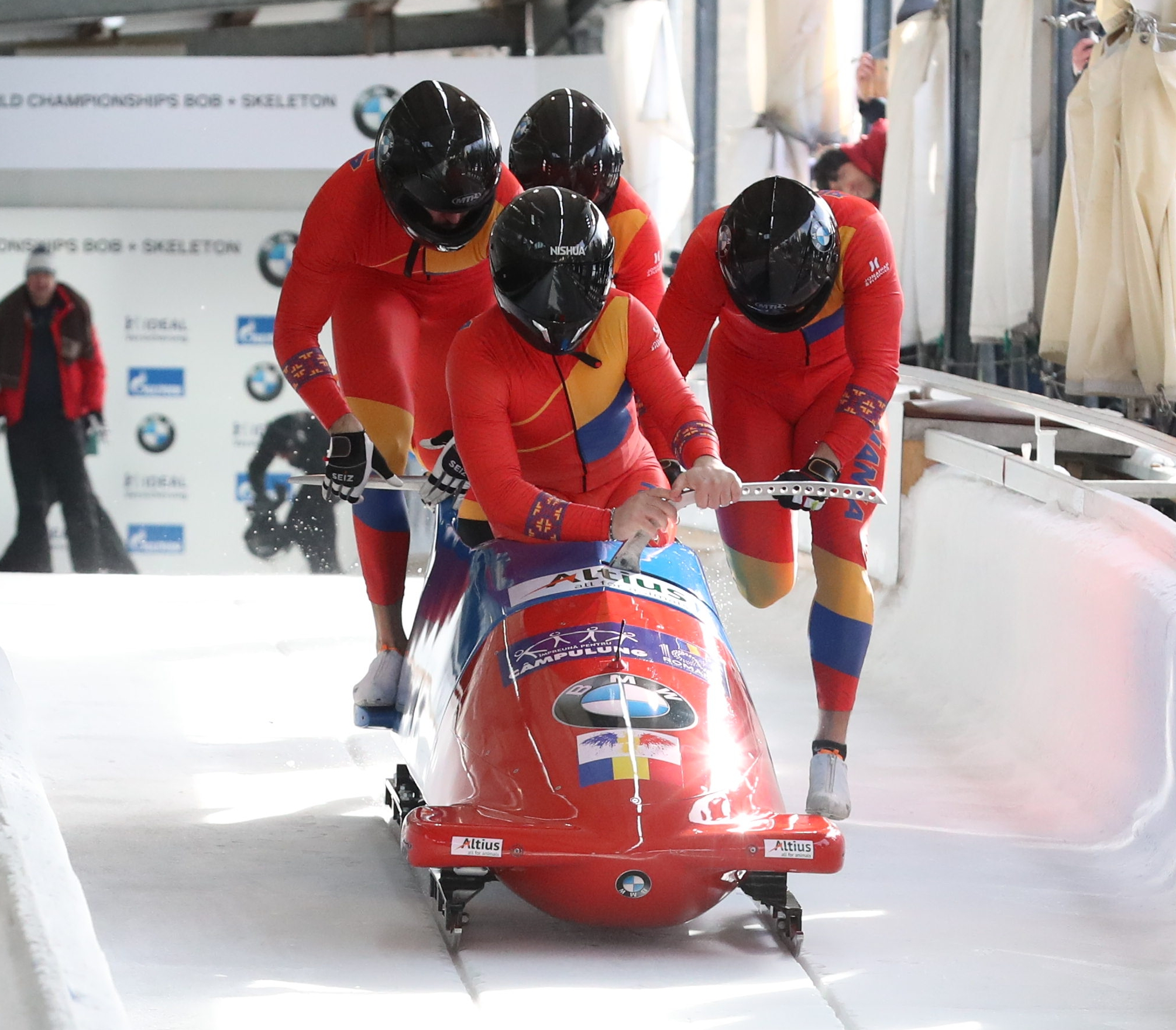
La Campionatul Mondial din 2020
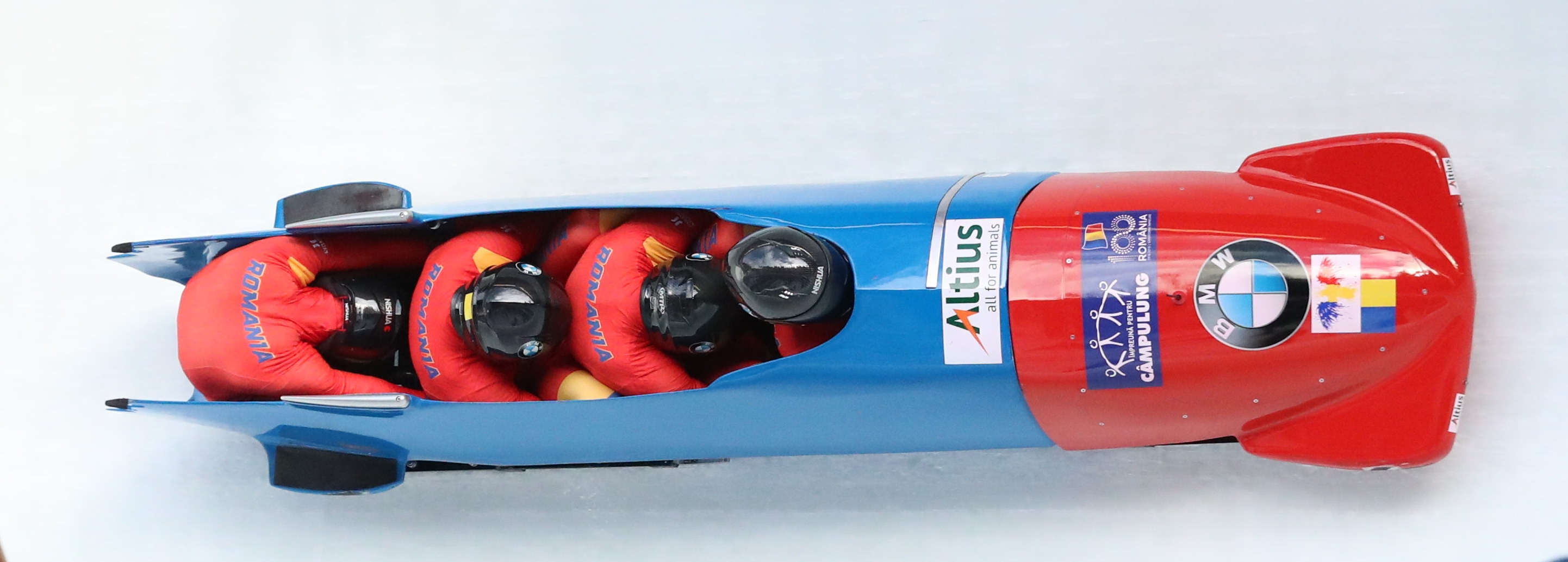
La Campionatul Mondial din 2020

## Realizări

### Atletism
| An   | Competiție                               | Locație      | Loc   | Eveniment            | Note    |
| ---- | ---------------------------------------- | ------------ | ----- | -------------------- | ------- |
| 2013 | Campionatul Mondial de Juniori (sub 18)  | Donețk       | 5 (h) | 200 m                | 22,58   |
| 2013 | Campionatul Mondial de Juniori (sub 18)  | Donețk       | 3 (h) | ștafeta medley       | 1:55,90 |
| 2015 | Jocurile Balcanice în sală               | Istanbul     | 6     | 400 m                | 48,68   |
| 2015 | Campionatul European de Juniori (sub 20) | Eskilstuna   | 6 (h) | 400 m                | 48,95   |
| 2015 | Campionatul European de Juniori (sub 20) | Eskilstuna   | 6     | 4×400 m              | 3:17,30 |
| 2015 | Jocurile Balcanice                       | Pitești      | 4     | 400 m                | 47,62   |
| 2015 | Jocurile Balcanice                       | Pitești      | 3     | 4×400 m              | 3:10,38 |
| 2016 | Jocurile Balcanice                       | Pitești      | 4     | 4×400 m              | 3:09,87 |
| 2017 | Jocurile Balcanice în sală               | Belgrad      | 7     | 400 m                | 49,13   |
| 2017 | Jocurile Balcanice în sală               | Belgrad      | 2     | 4×400 m              | 3:17,43 |
| 2017 | Campionatul European de Tineret (sub 23) | Bydgoszcz    | 7 (h) | 400 m                | 48,26   |
| 2017 | Campionatul European de Tineret (sub 23) | Bydgoszcz    | 8     | 4×400 m              | 3:09,10 |
| 2018 | Jocurile Balcanice în sală               | Istanbul     | 3     | 400 m                | 48,12   |
| 2018 | Jocurile Balcanice în sală               | Istanbul     | 1     | 4×400 m              | 3:12,46 |
| 2018 | Jocurile Balcanice                       | Stara Zagora | 7     | 400 m                | 47,54   |
| 2018 | Jocurile Balcanice                       | Stara Zagora | 2     | 4×400 m              | 3:08,29 |
| 2018 | Campionatul European                     | Berlin       | 14    | 4×400 m              | 3:10,08 |
| 2019 | Jocurile Balcanice în sală               | Istanbul     | 3     | 4×400 m              | 3:15,20 |
| 2019 | Jocurile Europene                        | Minsk        | 14    | ștafeta mixtă medley | 3:21,68 |
| 2019 | Universiada                              | Napoli       | 29    | 400 m                | 48,21   |
| 2019 | Universiada                              | Napoli       | 13    | 4×100 m              | 41,98   |

### Bob
| An   | Competiție           | Locație              | Loc | Note  |
| ---- | -------------------- | -------------------- | --- | ----- |
| 2020 | Campionatul Mondial  | Altenberg, Germania  | 19  | bob-4 |
| 2021 | Campionatul European | Winterberg, Germania | 11  | bob-4 |
| 2021 | Campionatul Mondial  | Altenberg, Germania  | NT  | bob-4 |
| 2022 | Campionatul European | St. Moritz, Elveția  | 15  | bob-4 |
| 2022 | Jocurile Olimpice    | Beijing, China       | 13  | bob-4 |